# Aba (Ungheria)
Aba è un comune dell'Ungheria di 4.596 abitanti (dati 2001). È situato nella contea di Fejér.